# Dawno temu w Chinach
Pewnego razu w Chinach – hongkoński film przygodowy z 1991 r. z Jetem Li w roli chińskiego mistrza wschodnich sztuk walki Wong Fei-hunga.
Film otrzymał jedenaście nominacji do Hongkońskich Nagród Filmowych, z czego otrzymał cztery statuetki za reżyserię, montaż, choreografię i muzykę.

## Obsada
- Jet Li jako Wong Fei-hung
- Yuen Biao jako Leung Foon
- Jacky Cheung jako Bucktooth So
- Rosamund Kwan jako „ciotka” Yee
- Kent Cheng jako Porky Wing
- Yuen Kam-fai jako Ling Wan-Kai
- Yen Shi-kwan jako „Iron Vest” Yim Chun-Tung
- Jonathan Isgar jako Jackson
- Steve Tartalia jako Tiger
- Mark King jako generał Wickens
- Lau Shun jako Lau Wing-fuk
- Yau Kin-kwok jako przywódca gangu Shaho
- Bruce Fontaine jako policjant
- Wong Chi-yeung jako gubernator
- Yuen Cheung-yan jako przeciwnik Yima
- Jimmy Wang Yu jako niewolnik z Ameryki
- Hung Yan-yan jako członek gangu Shaho
- Colin George jako jezuicki ksiądz
- Joanna Peijiffers jako Joanna

## Fabuła
Schyłek XIX wieku. W Chinach rosną wpływy zachodnich mocarstw, a coraz większa liczba obcokrajowców zaczyna niepokoić również mieszkańców Kantonu. Generał Armii Czarnej Flagi, Liu Yongfu prosi więc mistrza wschodnich sztuk walki Wong Fei Hunga, by pomógł mu zebrać i wyszkolić milicję do walki z cudzoziemcami i lokalną władzą. Wśród rekrutów Wonga jest rzeźnik Porky Wing i wykształcony w Stanach Chińczyk zwany Bucktooth So.
Wkrótce do Chin przybywa wychowana w zachodniej kulturze „ciotka” Yee. Między nią a Wongiem rozwija się uczucie, jednak ze względu na tradycję pozostaje ono platoniczne.
Do miasta przyjeżdża też grupa artystów scenicznych. Jeden z nich, Leung Foon popada w konflikt z Gangiem Shaho, który terroryzuje miejscowych przedsiębiorców i ściąga od nich pieniądze „za ochronę”. Po tym, jak zostaje wyrzucony z zespołu, spotyka mistrza sztuk walki zwanego „Iron Vest” Yim i zostaje jego uczniem. Yim marzy o otwarciu własnej szkoły, ale wie, że najpierw musi pokonać najlepszego wojownika w mieście – Wonga.
Tymczasem, Gang Shaho podpala klinikę Wonga w odwecie za to, że kiedyś wtrącił się w ich sprawy. Kiedy gubernator wydaje rozkaz ich aresztowania, gangsterzy ukrywają się w amerykańskim przedsiębiorstwie Sino-Pacific Company, a w zamian za ochronę pomagają obcokrajowcom w handlu ludźmi. Niedługo potem szef Gangu Shaho spotyka Yima i zgadza się mu pomóc w pokonaniu Wonga, pod warunkiem, że później sprzymierzy się on z jego grupą i Amerykanami. Uprowadza więc „ciotkę” Yee, by zwabić Wonga w pułapkę. Ten na wieść o jej porwaniu rusza ze swoimi sprzymierzeńcami na ratunek. W ostatecznym starciu Yim zostaje zastrzelony przez Amerykanów, a ich przywódca Jackson zabity przez Wonga. 